# Cyclassics Hamburg 2022
Die Cyclassics Hamburg 2022 waren die 25. Austragung des deutschen Eintagsrennens. Das Rennen fand am 21. August statt und kehrte nach zweijähriger Pause wieder in den Rennkalender zurück. Das Rennen war Teil der UCI WorldTour 2022.

## Teilnehmende Mannschaften und Fahrer
Neben den 18 UCI WorldTeams gingen auch 3 UCI ProTeams bei dem Rennen an den Start. Für jede Mannschaft waren sieben Fahrer startberechtigt.
Mit Elia Viviani (Ineos Grenadiers), Caleb Ewan (Lotto Soudal), Alexander Kristoff (Intermarché-Wanty-Gobert Matériaux), Arnaud Démare (Groupama-FDJ) und Edvald Boasson Hagen (TotalEnergies) standen fünf ehemalige Sieger des Rennens am Start.
Als Favoriten galten in erster Linie die Sprinter wie Fabio Jakobsen (Quick-Step Alpha Vinyl), Caleb Ewan (Lotto Soudal), Arnaud Démare, Dylan Groenewegen (BikeExchange-Jayco), Jasper Philipsen (Alpecin-Deceuninck), Giacomo Nizzolo (Israel-Premier Tech), Elia Viviani, Alexander Kristoff, Fernando Gaviria (UAE Team Emirates), Phil Bauhaus (Bahrain Victorious), Max Walscheid (Cofidis), Cees Bol (DSM), Matteo Moschetti (Trek-Segafredo) und Max Kanter (Movistar). Hinzu kamen weitere wie die Klassiker-Spezialisten wie Wout van Aert, Christophe Laporte (beide Jumbo-Visma), Matteo Trentin (UAE Team Emirates), Alberto Bettiol (EF Education-EasyPost), Greg Van Avermaet (AG2R Citroën), Quinten Hermans (Intermarché-Wanty-Gobert Matériaux), Peter Sagan, Edvald Boasson Hagen (beide TotelEnergies), Sep Vanmarcke (Israel-Premier Tech), Iván García Cortina (Movistar) und Edward Theuns (Trek-Segafredo) die sowohl endschnell waren aber auch früher im Rennen eine Selektion einleiten konnten.

## Streckenführung
Die 25. Austragung führte über 204,7 Kilometer, auf denen drei Zwischensprints und drei Bergwertungen ausgefahren wurden. Der Streckenverlauf hatte sich im Vergleich zu den vorangegangenen Austragungen verändert, wobei der Waseberg (78 m) weiterhin das Herzstück des Kurses blieb. Der Start erfolgte auf dem Jungfernstieg Nahe der Alsterarkaden. Nun ging es um den Binnenalster mit der Alsterfontäne, ehe die Fahrer die Kennedybrücke überquerten und Hamburg in Richtung Nordwesten verließen. Mit dem Congress Center Hamburg, der Hamburg Messe, dem Altonaer Volkspark, dem Volksparkstadion und der Barclays Arena passierte die Strecke weitere Sehenswürdigkeiten der Stadt. Bei Schenefeld wurde nach 12,5 Kilometern ein Zwischensprint ausgefahren, ehe Fahrer den Urbanen Raum verließen und vorbei an Pinneberg in Richtung Norden fuhren. Über Hemdingen, Barmstedt und Weddelbrook ging es schließlich nach Wrist, wo die Strecke ihren nördlichsten Punkt nach rund 77 Kilometern erreichte. Anschließend ging es auf direktem Weg zurück nach Pinneberg. Nun bogen die Fahrer rechts ab und gelangten über Holm und Wedel ans Ufer der Elbe. In Wedel wurde zudem der zweite Zwischensprint nach 129 Kilometern ausgefahren. Kurz darauf begann die leichte Steigung des Grotiusweg, ehe es nach einer kurzen Abfahrt der Waseberg das erste Mal in Angriff genommen wurde. Dieser kurze aber steile Anstieg wies eine auf seiner Länge von 800 Metern eine durchschnittliche Steigung von 8,8 % auf. Besonders die zweite Hälfte beinhaltete jedoch Passagen von über 15 % und sinkt im Schnitt nicht under 13 %. Nachdem der Anstieg bei Kilometer 138,5 das erste Mal passiert wurde, führte die Strecke über enge und kurvenreiche Straßen entlang der Elbe nach Hamburg-Altona-Altstadt, wo es auf breiteren Straßen ins Zentrum von Hamburg ging. Über die Reeperbahn und vorbei an dem Bismarck-Denkmal ging es über den Johannes-Brahms-Platz zum Hamburger Rathaus, ehe wenig später nach 155 Kilometern auf der Mönckebergstraße die erste Zieldurchfahrt erfolgte.
Nachdem bei der ersten Zielpassage der dritte und letzte Zwischensprint ausgefahren wurde, führte die Strecke erneut über den Jungfernstieg, ehe die Fahrer Hamburg auf demselben Weg verließen, wie sie wenige Kilometer zuvor in die Stadt gekommen waren. Die Strecke führte nun zurück zum Waseberg, der zwei weitere Male (24,7 und 16,7 Kilometer vor dem Ziel) überquert wurde. Zwischen den beiden Überfahrten, umrundeten die Fahrer den nahegelegenen Golfplatz Falkenstein. Auf den letzten 16,7 Kilometern führte die Strecke erneut ins Zentrum von Hamburg, wobei erneut die bereits bekannte Strecke gewählt wurde. Die Zielgerade auf der Mönckebergstraße war rund 400 Meter lang, wobei sie zuvor nur leicht abbog und keine scharfen Kurven enthielt.
|   |                          | km    | Höhe | Länge (m) | Ø Steigung |
| - | ------------------------ | ----- | ---- | --------- | ---------- |
| S | Schenefeld               | 12,5  |      |           |            |
| S | Wedel                    | 129   |      |           |            |
| B | Waseberg                 | 138,5 | 78 m | 800       | 8,8 %      |
| S | Hamburg (Zieldurchfahrt) | 155   |      |           |            |
| B | Waseberg                 | 180   | 78 m | 800       | 8,8 %      |
| B | Waseberg                 | 188   | 78 m | 800       | 8,8 %      |
|   | Ziel                     | 204,7 |      |           |            |

## Rennverlauf & Ergebnis
Im Vorfeld des Rennens wurde Lennard Hofstede (Jumbo-Visma) positiv auf COVID-19 getestet und konnte das Rennen nicht in Angriff nehmen. Das Peloton fuhr lange Zeit geschlossen, ehe sich nach rund 45 gefahrenen Kilometern Jacopo Mosca (Trek-Segafredo), Jewgeni Giditsch (Astana Qazaqstan) und Anthony Jullien (AG2R Citroën) vom Hauptfeld absetzten. Die drei fuhren einen maximalen Vorsprung von rund fünf Minuten heraus, der mit voranschreitendem Rennverlauf immer kleiner wurde. Im Hauptfeld übernahmen in der frühen Rennphase die Mannschaften Quick-Step Alpha Vinyl und Intermarché-Wanty-Gobert Matériaux die Nachführarbeit. Im ersten Anstieg des Waseberg (78 m) griff Ide Schelling (Bora-hansgrohe) rund 66 Kilometer vor dem Ziel an und schloss wenig später zu den Ausreißern auf, deren Vorsprung auf unter eine Minute geschmolzen war.
Nach der ersten Zieldurchfahrt verlor Jewgeni Giditsch rund 49 Kilometer vor dem Ziel den Kontakt zur Spitzengruppe, deren Vorsprung wieder auf über eine Minute angewachsen war. Rund 30 Kilometer vor dem Ziel kam es im Hauptfeld zu einem Massensturz, in den mehrere Fahrer verwickelt waren. Der Sturz ereignete sich im vorderen Bereich des Fahrerfeldes, was dazu führte, dass sich das Peloton in zwei Gruppen teilte. In den Sturz involviert waren unter anderen auch die Favoriten Caleb Ewan (Lotto Soudal), Alexander Kristoff (Intermarché-Wanty-Gobert Matériaux), Christophe Laporte (Jumbo-Visma) und Phil Bauhaus (Bahrain Victorious). Auch Fabio Jakobsen (Quick-Step Alpha Vinyl) hatte durch den Sturz den Kontakt zu den anderen Favoriten verloren. Unterdessen setzte sich Ide Schelling von seinen Fluchtgefährten ab und überquerte den Waseberg bei der zweiten Auffahrt als erster, ehe er rund 17 Kilometer vor dem Ziel in bei der dritten Auffahrt vom stark dezimierten Hauptfeld eingeholt wurde. Im Anstieg griff Wout van Aert (Jumbo-Visma) an und setzte sich gemeinsam mit Quinten Hermans (Intermarché-Wanty-Gobert Matériaux), Marco Haller, Patrick Konrad (beide Bora-hansgrohe) und Jhonatan Narváez (Ineos Grenadiers) von dem Rest des Hauptfeldes ab. Die fünf Fahrer arbeiteten gut zusammen und verteidigten ihren Vorsprung von rund 20 Sekunden auf die erste Verfolgergruppe in der rund 50 Fahrer vertreten waren.
Im Finale zog Patrick Konrad den Sprint für seinen Teamkollegen Marco Haller an, der am Hinterrad von Wout van Aert auf der dritten Position fuhr, Marco Haller eröffnete den Sprint auf der rechten Seite als Wout van Aert über seine linke Schulter zurückblickte. Der Österreicher konnte mit seinem Antritt Quinten Hermans ich Schacht halten, der sich an sein Hinterrad geklemmt hatte. Auf den letzten Metern kam Wout van Aert noch einmal heran, belegt am Ende jedoch den zweiten Platz hinter Marco Haller, der seinen ersten Sieg in einem WorldTour-Rennen feierte. Platz drei ging an Quinten Hermans vor Jhonatan Narváez, während Jasper Philipsen (Alpecin-Deceuninck) als erster der Verfolgergruppe das Ziel mit einem Rückstand von neun Sekunden erreichte.
| Platz | Fahrer             | Nation | Team                               | Zeit                   |
| ----- | ------------------ | ------ | ---------------------------------- | ---------------------- |
| 01.   | Marco Haller       | AUT    | Bora-Hansgrohe                     | 4:37:23 h (44,27 km/h) |
| 02.   | Wout van Aert      | BEL    | Jumbo-Visma                        | "                      |
| 03.   | Quinten Hermans    | BEL    | Intermarché-Wanty-Gobert Matériaux | "                      |
| 04.   | Jhonatan Narváez   | ECU    | Ineos Grenadiers                   | "                      |
| 05.   | Patrick Konrad     | AUT    | Bora-Hansgrohe                     | + 0:04 min             |
| 06.   | Jasper Philipsen   | BEL    | Alpecin-Deceuninck                 | + 0:09 min             |
| 07.   | Phil Bauhaus       | GER    | Bahrain Victorious                 | "                      |
| 08.   | Hugo Hofstetter    | FRA    | Team Arkéa-Samsic                  | "                      |
| 09.   | Max Kanter         | GER    | Movistar Team                      | "                      |
| 010.  | Alexander Kristoff | NOR    | Intermarché-Wanty-Gobert Matériaux | "                      |